# Hermann Erpf
Hermann Robert Erpf (ur. 23 kwietnia 1891 w Pforzheim, zm. 17 października 1969 w Stuttgarcie) – niemiecki kompozytor, teoretyk muzyki i pedagog.

## Życiorys
W 1909 roku Erpf rozpoczął studia z matematyki i nauk przyrodniczych na Uniwersytecie w Heidelbergu. Od 1911 roku kontynuował edukację na Uniwersytecie w Lipsku, gdzie kształcił się w zakresie muzykologii pod kierunkiem Hugo Riemanna oraz filozofii u Johannesa Volkelta. W 1913 roku obronił doktorat, przedstawiając pracę Der Begriff der musikalischen Form, opublikowaną rok później w Stuttgarcie.
W latach 1919–1927 pracował jako nauczyciel w Pforzheim, Fryburgu Bryzgowijskim i Münster. Następnie związał się z Folkwangschule w Essen, gdzie wykładał w okresie 1927–1943, a od 1935 roku dodatkowo kierował tą uczelnią.
W późniejszych latach dwukrotnie pełnił funkcję dyrektora Hochschule für Musik w Stuttgarcie – w latach 1943–1945 oraz 1952–1956.

## Twórczość
W swoich badaniach Erpf zajmował się teorią formy muzycznej, harmonii i instrumentacji, traktując je w powiązaniu z historycznym rozwojem muzyki. Rozwinął i zmodyfikował teorię harmoniki funkcyjnej swojego nauczyciela – Hugo Riemanna, odrzucając jednak jej dualistyczne założenia. Opowiadał się za metodą deskryptywną, w której analiza historyczno-relatywna technik i stylów muzycznych miała pierwszeństwo przed systematyzacją. Szczególną uwagę poświęcał muzyce współczesnej, a podsumowaniem jego poglądów stanowi kompozycja Form und Struktur in der Musik.
Erpf tworzył utwory instrumentalne i wokalne, w tym kompozycje orkiestrowe, kameralne, fortepianowe, chóralne oraz pieśni. Do jego dzieł należą:
- Entwicklungszüge in der zeitgenössischen Musik (Karlsruhe 1922)
- Studien zur Harmonie- und Klangtechnik der neueren Musik (Lipsk 1927, 2. wydanie Wiesbaden 1969)
- Harmonielehre in der Schule (Lipsk 1930)
- Lehrevon den Instrumenten und der Instrumentation (Poczdam 1935)
- Vom Wesen der neuen Musik (Stuttgart 1949)
- Neue Wege der Musikerziehung (Stuttgart 1953)
- Gegenwartskunde der Musik (Stuttgart 1954)
- Tagesfragen des Musiklebens (Stuttgart 1957)
- Lehrbuch der Instrumentation und Instrumentenkunde (Moguncja 1959)
- Form und Struktur in der Musik (Moguncja 1967)[2][3]